# Aram I

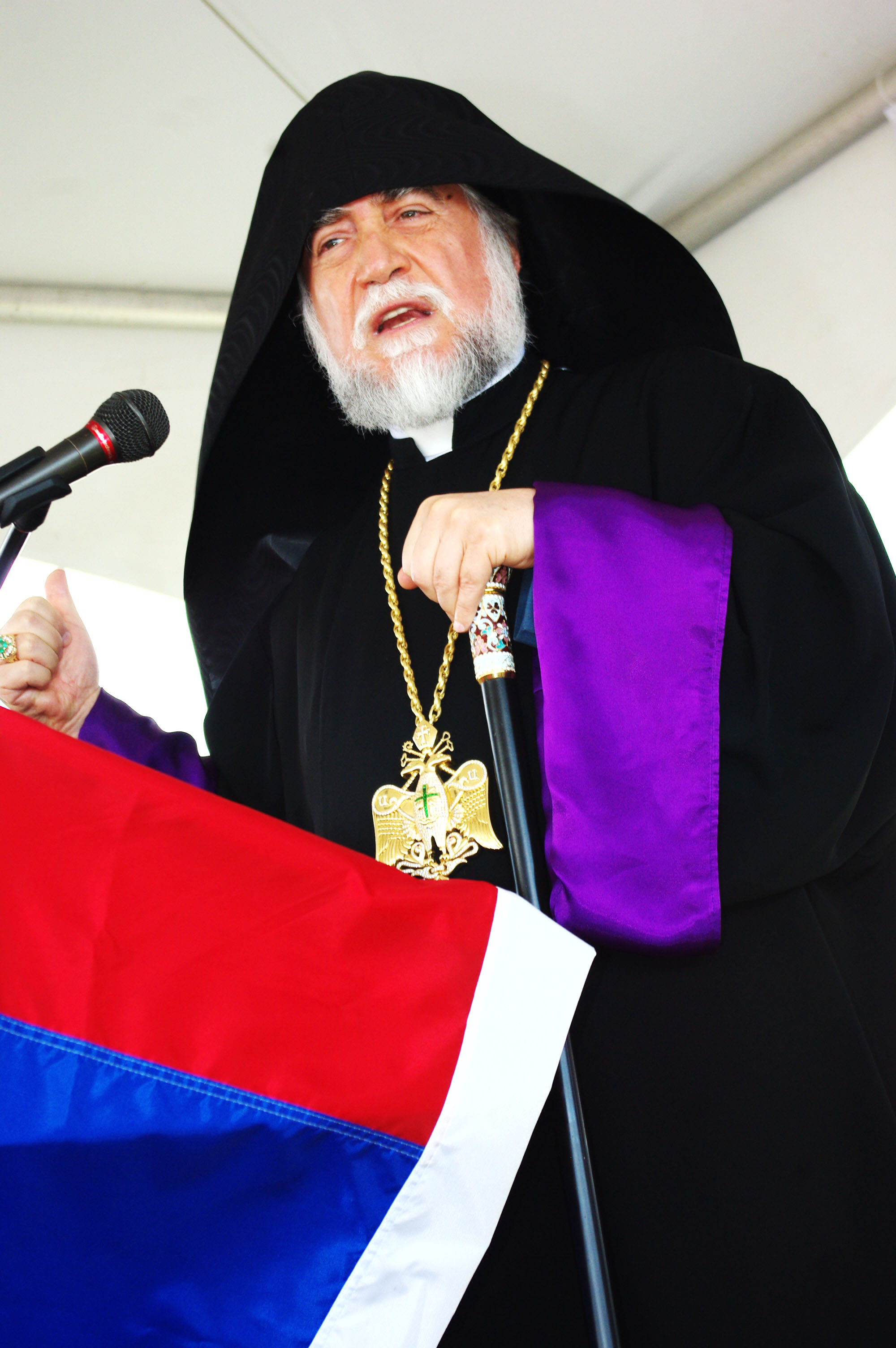
Aram I.

Aram I, född som Pedros Kesjisjian 1947 i Beirut, Libanon, är katholikos av Kilikien, Armeniska apostoliska kyrkans näst högsta företrädare.
Pedros Kesjisjian prästvigdes 1968, och konsekrerades till biskop i Antelias 22 augusti 1980. Han var Beiruts biskop till 1995. 1991 blev han moderator för Kyrkornas världsråds centralkommitté. 1999 efterträdde han Karekin II som katholikos av Kilikien, Armenisk apostoliska kyrkans näst högsta företrädare.
Ärkebiskopen av Svenska kyrkan, K.G. Hammar har tilldelat Aram I S:t Eriks plakett.